# Castell d'Alcoletge
Les restes del castell d'Alcoletge són al capdamunt del tossal dels Morts, el punt més alt de la població d'Alcoletge. És un dels típics tossals pelats que voregen la vall baixa del Segre i que han estat habitats per diverses civilitzacions des de la prehistòria fins a l'actualitat. Es constata un poblat ibèric i la presència musulmana amb un castell que formava part de la línia defensiva musulmana de l'horta de Lleida; posteriorment el tossal fou ocupat per la repoblació cristiana. A final del segle xviii o a l'inici del segle xix, el tossal fou habilitat com a cementiri que va estar vigent fins a l'any 1917 (possiblement d'aquí en prové el topònim).

## Història
El topònim Alcoletge significa fortalesa petita («al-qulaya»)i indica el caràcter de fortalesa de segon ordre que tingué durant el període andalusí. Sembla que la conquesta d'Alcoletge va tenir lloc juntament amb la del castell de Corbins. L'any 1117 el comte de Barcelona Ramon Berenguer III va atorgar en feu la meitat dels castells de Corbins i «Alcoleya» a Arnau Berenguer d'Anglesola. Poc després, els almoràvits de Lleida van recuperar el castell. El 1120, l'alcaid de Lleida «Ibn Hilāl» (conegut també com a «Avin-Hilet» o «Avifelel») arribà a una convinença amb el comte de Barcelona Ramon Berenguer III per la qual l'alcaid concedia diversos castells, entre ells Alcoletge, al comte a canvi de la seguretat del districte andalusí de Lleida. Bernat d'Anglesola llegà, el 1175, els castells de Corbins i Alcoletge al seu fill Pere perquè el tingués pel seu germà Arnau Berenguer.
El discutit document «Termini antiqui civitatis Ilerde» inclou Alcoletge dins dels límits de l'hipotètic terme de la ciutat musulmana de Lleida (1149). L'any 1200 consta com un nucli integrant del veinatge de la ciutat. L'any 1358, però, apareix com un domini indivís del noble Ramon de Centelles i de l'abadessa del monestir de Santa Maria de Jonqueres (Barcelona). L'abadessa de Jonqueres conservà el domini d'Alcoletge fins a l'abolició dels senyorius jurisdiccionals al segle xix. Tot i això, el batlle de Lleida en conservà la jurisdicció criminal.
El 1.553 el lloc tenia 35 focs (uns 175 h) i posseïa encara el castell que fou destruït El segle xvii, amb la guerra dels Segadors.

## Arquitectura
El cim del tossal, lloc on es va construir el primitiu castell àrab, ha estat molt modificat per construccions posteriors com el cementiri i la fortificació de l'exèrcit republicà del 1938.
Les restes més segures de la fortificació musulmana i cristiana es poden identificar amb la cantonada nord-oriental d'una torre quadrada o rectangular, situada al nord del tossal, entre els dos llocs de tiradors de la Guerra Civil Espanyola. Els murs estan ben construïts amb carreus ben treballats amb reompliment de maçoneria i de pedres petites sorrenques. La part oriental de la torre mostra un aparell que sembla una refacció de la primitiva construcció que s'adossà al basament de la torre per a garantir-ne la resistència. L'aparell és irregular de carreus diferents, units amb argamassa i travats amb pedres petites, totxos i teules. La banda occidental de la fortificació es perd sota les edificacions defensives de la Guerra Civil Espanyola. Al tossal s'han trobat fragments de ceràmica islàmica que podrien ser del segle x.
El 2001 i 2002 es va dur a terme una intervenció que va consistir en la neteja de les trinxeres de la Guerra Civil, l'arranjament de l'accés per vianants del recinte, amb la corresponent senyalització descriptiva de l'àmbit, la consolidació dels murs medievals i del cementiri vell.